# Ирландия на летних Олимпийских играх 1992
Ирландия на летних Олимпийских играх 1992 заняла 32-е место в общекомандном медальном зачёте, получив 1 золотую и 1 серебряную медали.

## Медалисты

### Золото
| Золото |              |                             |
| №      | Спортсмены   | Вид спорта (дисциплина)     |
| 1      | Майкл Кэррат | Бокс (мужчины, средний вес) |

### Серебро
| Серебро |                |                            |
| №       | Спортсмены     | Вид спорта (дисциплина)    |
| 1       | Уэйн Маккаллох | Бокс (мужчины, лёгкий вес) |

## Результаты соревнований

### Академическая гребля
В следующий раунд из каждого заезда проходили несколько лучших экипажей (в зависимости от дисциплины). В финал A выходили 6 сильнейших экипажей, остальные разыгрывали места в утешительных финалах B-D.
Мужчины
| Соревнование | Спортсмены  | Предварительный заезд | Предварительный заезд | Предварительный заезд | Отборочный заезд | Отборочный заезд | Отборочный заезд | Полуфинал     | Полуфинал     | Полуфинал     | Финал   | Финал   | Итоговое место |
| Соревнование | Спортсмены  | Заезд                 | Время                 | Место                 | Заезд            | Время            | Место            | Заезд         | Время         | Место         | Время   | Место   | Итоговое место |
| ------------ | ----------- | --------------------- | --------------------- | --------------------- | ---------------- | ---------------- | ---------------- | ------------- | ------------- | ------------- | ------- | ------- | -------------- |
| одиночки     | Ниалл О’Тул | 1                     | 7:50,46               | 6                     | 4                | 7:07,68          | 3                | Полуфинал C/D | Полуфинал C/D | Полуфинал C/D | Финал D | Финал D | 21             |
| одиночки     | Ниалл О’Тул | 1                     | 7:50,46               | 6                     | 4                | 7:07,68          | 3                | 2             | 9:25,95       | 5             | 8:01,78 | 3       | 21             |